# Orquesta Sinfónica Chaikovski de la Radio de Moscú
La Orquesta Sinfónica Chaikovski de la Radio de Moscú, también conocida abreviadamente como Orquesta Sinfónica Chaikovski e inicialmente como Orquesta Sinfónica de Radio Moscú, es una orquesta rusa de música clásica creada en 1930.

## Historia
La agrupación fue fundada en 1930 bajo el nombre "Orquesta Sinfónica de Radio Moscú" como orquesta oficial de la Radio de toda la Unión Soviética. Durante la época soviética la agrupación fue a veces conocida como la "Orquesta Sinfónica de la Televisión y Radio Estatal de la URSS", la "Orquesta Sinfónica de la Radio Estatal de la URSS" o la "Orquesta Sinfónica de la Radio y Televisión". Su primer director fue Aleksandr Orlov, un músico de personalidad carismática, considerado en su momento como "de la vieja escuela". Orlov consolidó el prestigio del conjunto, que se estableció y construyó un repertorio amplio y variado.
En 1937 la batuta pasó a Nikolái Golovánov, gracias a cuya determinación y talento el conjunto se ganó una reputación por el alcance épico de sus interpretaciones de música rusa y sus incursiones genuinamente románticas en la música europea.
En 1957 Aleksandr Gauk asumió el cargo de director principal. Trabajó con la agrupación de manera concienzuda y diligente. Fue el primer director ruso en interpretar obras de gran formato de Gustav Mahler y Richard Strauss. Además incorporó a su repertorio composiciones relevantes de maestros soviéticos contemporáneos como Nikolái Miaskovski, Aram Jachaturián, Lev Knipper, entre otros muchos.
En 1961 Guennadi Rozhdéstvenski comenzó su mandato como director principal. Fue un músico sutil y artístico con una virtuosa técnica de dirección. En este período, el repertorio notablemente amplio de la orquesta incluía obras conocidas y obras poco interpretadas, muchas de las cuales el público escuchó por primera vez cuando la TSO las interpretó. Cuando se levantó un poco el telón de acero, este director pudo viajar al extranjero con la agrupación, recibiendo merecidos elogios de los críticos musicales europeos en sus conciertos.

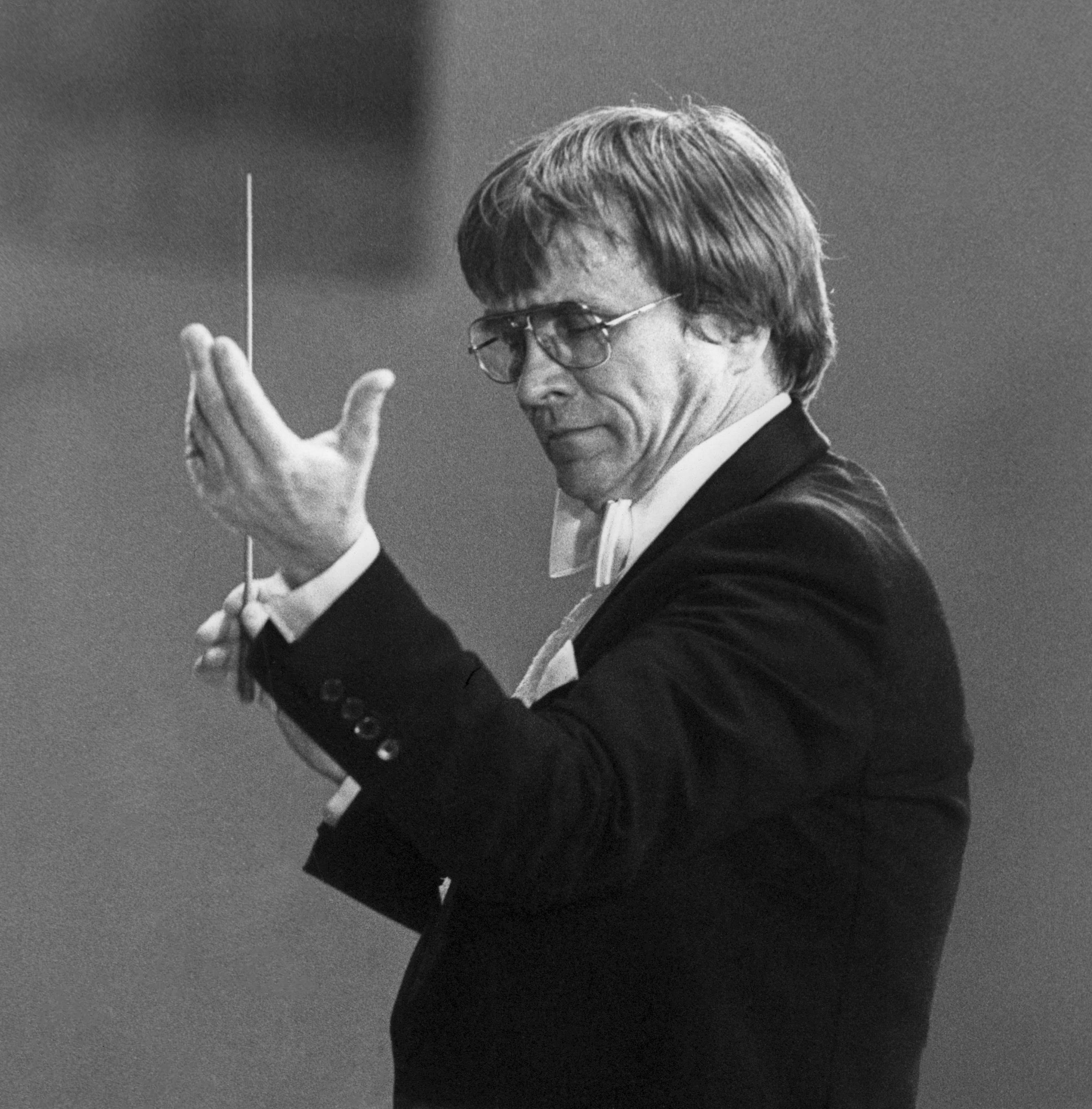
Fedoseyev en 1992.

En 1974 Vladímir Fedoséyev se convirtió en el director artístico y principal de la Orquesta Sinfónica Chaikovski. Bajo su dirección, la agrupación ha sabido aprovechar sus tradiciones para disfrutar de un período de notable éxito, actuando en las principales ciudades del mundo y participando en prestigiosos festivales internacionales, además de realizar una gran labor de divulgación, organizando veladas musicales en museos e instituciones de educación superior. Esta agrupación fue una de las que rompió con la opinión estereotipada que se tenía sobre las orquestas rusas, según la cual, cuando actuaban en países occidentales, sólo se les permitía tocar música rusa. El colectivo interpretó la música de Ludwig van Beethoven con gran éxito en Bonn, la ciudad natal del compositor, así como en Viena, convirtiéndose en la primera orquesta rusa invitada habitual al legendario salón dorado del Musikverein de Viena. Como señaló el Dr. Thomas Angyan, intendente del Musikverein, "el gran arte de todos los tiempos ha vivido gracias a los grandes creadores. Ellos dan nuevos impulsos de desarrollo al arte y son los garantes de que la música volverá a triunfar, de que está más allá del tiempo y de que seguirá siendo popular en ese sentido. Vladímir Fedoséyev, el director artístico de la Orquesta Sinfónica Chaikovski, es uno de esos creadores".
Tras la disolución de la Unión Soviética en 1991, el conjunto fue rebautizado como "Orquesta Sinfónica Chaikovski de la Radio de Moscú" por el Ministerio de Cultura de Rusia en reconocimiento al papel central que desempeña la música de Piotr Ilich Chaikovski en su repertorio.
El conjunto ha actuado por todo el mapa del mundo. Pero las interpretaciones en las ciudades de Rusia siguen siendo su área fundamental de las actividades: Smolensk, Volgogrado, Cherepovets, Magnitogorsk, Cheliábinsk, Sarov, Perm, Veliky Novgorod, Tiumen, Ekaterimburgo, Stávropol, Kazán, Kaliningrado, Vorónezh, Lipetsk, Tula, Zaraisk y Klin, por nombrar solo algunas.

## Repertorio
Su inmenso repertorio abarca desde Mozart, Beethoven, Chaikovski, Brahms y Mahler hasta música contemporánea. También incluye ciclos monográficos, proyectos para niños, eventos benéficos y conciertos que combinan música con declamación. Junto con las actuaciones en los lugares más conocidos del mundo, la orquesta continúa con sus actividades de divulgación organizando recitales en la Galería Tretiakov y la Universidad Estatal de Moscú Lomonosov.

## Directores
- 1930–1937 Aleksandr Orlov
- 1937–1953 Nikolái Golovánov
- 1953–1961 Aleksandr Gauk
- 1961–1974 Guennadi Rozhdéstvenski
- 1974– Vladímir Fedoséyev

## Discografía selecta
Las grabaciones de esta orquesta, muchas de las cuales son de relevancia histórica, han sido editadas por Sony, Pony Canyon, JVC, Philips, Relief, Warner Classics & Jazz y Melodiya.
Orquesta Sinfónica de Radio Moscú
- Fine: Música sinfónica de Irving Fine (Delos DE 3139)
- Mahler: Sinfonía n.º 9 (BIS BIS-CD_632)
- Ciclo Chaikovski (Arthaus Musik 102119; caja de 6 DVD NTSC)

- Vol. 1 Chaikovski: Sinfonía n.º 1; Variaciones sobre un tema rococó (Arthaus Musik 102121)
- Vol. 2 Chaikovski: Sinfonía n.º 2; Eugenio Oneguin (extractos) (Arthaus Musik 102123)
- Vol. 3 Chaikovski: Sinfonía n.º 3; El lago de los cisnes (extractos) (Arthaus Musik 102125)
- Vol. 4 Chaikovski: Sinfonía n.º 4; Concierto para violín (Arthaus Musik 102127)
- Vol. 5 Chaikovski: Sinfonía n.º 5; Concierto para piano n.º 2 (Arthaus Musik 102129)
- Vol. 6 Chaikovski: Sinfonía n.º 6; Concierto para piano n.º 1 (Arthaus Musik 102131)

Orquesta Sinfónica Chaikovski de la Radio de Moscú
- Meditación clásica (Naxos 8.570364-65) Conciertos, música orquestal, de cámara, coral sacra, coral secular
- Pavlova: Sinfonías n.º 2 & 4 (Naxos 8.557566)
- Pavlova: Sinfonía n.º 5; Elegy (Naxos 8.570369)